# You Were Never Lovelier
You Were Never Lovelier (bra Bonita como Nunca; prt Ao Compasso do Amor) é uma comédia musical de Hollywood do ano de 1942, que se passa em Buenos Aires. Foi estrelado por Fred Astaire e Rita Hayworth, com música de Jerome Kern e letras por Johnny Mercer. O filme foi dirigido por William A. Seiter.
O filme segue as convenções estabelecidas por Astaire em seus musicais anteriores, como um antirromântico primeiro encontro entre os dois pares, uma virtuosa dança solo de Astaire, uma dança casual e um dueto romântico.

## Sinopse
Robert "Bob" Davis (Fred Astaire) é um bailarino americano, que está à procura de um emprego em Buenos Aires depois de perder o seu dinheiro. Xavier Cugat, um amigo de Bob o convida para dançar em um casamento, a fim de chamar a atenção do pai da noiva, Eduardo Acuña (Adolphe Menjou), o proprietário de uma boate local. As quatro filhas de Acuña estão se preparando para o casamento da mais velha, pois segundo a tradição familiar as mais velhas se casam primeiro. A bela Maria (Rita Hayworth), que é a próxima a se casar, é notoriamente exigente com seus pretendentes. Seu pai quer casa-la com um homem de sua escolha. Mas o plano vai por água abaixo quando ela se apaixona por Bob.

## Elenco
- Fred Astaire .... Robert "Bob" Davis
- Rita Hayworth .... Maria Acuña
- Adolphe Menjou .... Eduardo Acuña
- Isobel Elsom .... Maria Castro
- Leslie Brooks .... Cecy Acuña
- Adele Mara .... Lita Acuña
- Xavier Cugat .... Ele mesmo
- Kirk Alyn (não-creditado)